# Ehsan Hadżsafi
Ehsan Hadżsafi (pers. ‏احسان حاج صفی‎, ur. 25 lutego 1990 w Kaszanie) – irański piłkarz występujący na pozycji obrońcy lub pomocnika w greckim AEK Ateny.

## Kariera piłkarska
Ehsan Hadżsafi od początku kariery występuje w klubie Sepahan Isfahan. Od sezonu 2006/2007 jest w kadrze pierwszej drużyny. W sezonie 2009/2010 jego drużyna zajęła pierwsze miejsce w lidze irańskiej, a w latach 2006 i 2007 zdobyła Puchar Hazfi. W 2007 dotarł ze swym zespołem do finału Azjatyckiej Ligi Mistrzów.
Ehsan Hadżsafi w 2008 zadebiutował w reprezentacji Iranu. W 2011 został powołany do kadry narodowej na Puchar Azji. Jego drużyna zajęła pierwsze miejsce w grupie i odpadła w ćwierćfinale z Koreą Południową.

### Sukcesy

#### Sepahan
- Zwycięstwo
  - Puchar Zatoki Perskiej: 2010
  - Puchar Hazfi: 2006, 2007
- Drugie miejsce
  - Puchar Zatoki Perskiej: 2008
  - Azjatycka Liga Mistrzów: 2007